# Consulat de la mer de Palma de Majorque
Le Consulat de la mer de Palma à Majorque est une institution médiévale de la Couronne d'Aragon, liée au droit des marchands et aux grandes villes commerciales. Le bâtiment est aujourd'hui le siège de la présidence du gouvernement des Îles Baléares.

## Présentation

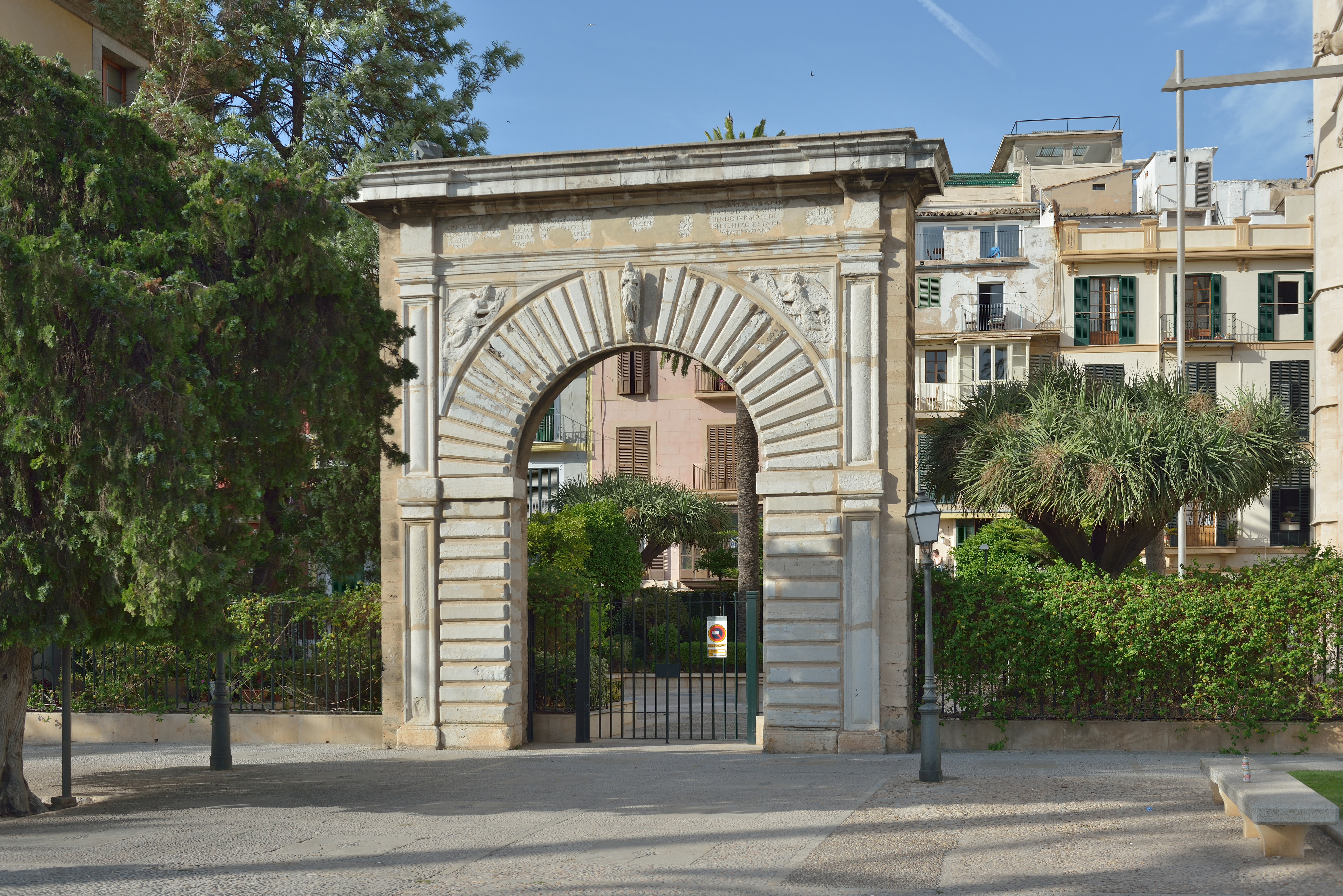
Porta del moll, porte du quai.

Sa fonction était de réguler le commerce et les affaires maritimes marchandes. Généralement, ces consulats étaient établis dans des annexes des loges de mer, comme c'est le cas à Barcelone, Valence ou Perpignan. Dans le cas de Palma, c'était un édifice indépendant de la Loge de mer.
En 1326, sous le règne de Jacques III de Majorque, deux Consule Maris furent désignés pour résoudre les conflits entre marchands, patrons et marins.
L'édifice contemporain est le résultat de diverses transformations. Il fut construit au XVIe siècle, la façade maritime conserva sa galerie lòggia de style plateresque avec une balustrade et cinq grandes arcades. 
À son côté se trouve une chapelle gothique, modifiée au XVIIe siècle avec une rosace Renaissance. Elle accueillit l'ancienne École de la Loge de Palma.
En 1800 s'y installa le Consulat royal de mer et de terre, un escalier elliptique fut construit et la salle de direction fut décorée avec un imposant plafond peint.
Dans le jardin entre la Loge et le consulat, fut construite l'ancienne porte des quais après que la muraille de la ville eût été abattue en 1873.
C'est actuellement le siège de la présidence du gouvernement des Îles Baléares.

## Protection
Le consulat de mer fait l’objet d’un classement en Espagne au titre de bien d'intérêt culturel depuis le 23 avril 1964.